# Vladimir Dvalisjvili
Vladimir ("Lado") Dvalisjvili (Georgisch: ვლადიმერ დვალიშვილი) (Tbilisi, 20 april 1986) is een voetballer uit Georgië, die sinds het seizoen 2015-2016 onder contract staat bij de Poolse club Pogoń Szczecin. Hij speelt als aanvaller.

## Interlandcarrière
Dvalisjvili maakte zijn debuut voor het Georgisch voetbalelftal op 6 juni 2009 in het vriendschappelijke duel tegen Moldavië (1-2). Zijn eerste doelpunt maakte hij vier dagen later, op 10 juni 2009, in het oefenduel tegen Albanië.
| Interlanddoelpunten | Interlanddoelpunten | Interlanddoelpunten   | Interlanddoelpunten | Interlanddoelpunten | Interlanddoelpunten | Interlanddoelpunten |
| #                   | Datum               | Locatie               | Tegenstander        | Goal(s)             | Uitslag             | Wedstrijd           |
| ------------------- | ------------------- | --------------------- | ------------------- | ------------------- | ------------------- | ------------------- |
| 1                   | 10/06/2009          | Tirana, Albanië       | Albanië             | 2'                  | 1–1                 | Oefeninterland      |
| 2                   | 09/09/2009          | Reykjavik, IJsland    | IJsland             | 33'                 | 3–1                 | Oefeninterland      |
| 3                   | 10/10/2009          | Podgorica, Montenegro | Montenegro          | 45'                 | 2–1                 | WK-kwalificatie     |
| 4                   | 14/10/2009          | Sofia, Bulgarije      | Bulgarije           | 34'                 | 6–2                 | WK-kwalificatie     |

## Erelijst
Dinamo Tbilisi
- Georgisch landskampioen

2005
- Georgische supercup

2005
 Olimpi Roestavi
- Georgisch landskampioen

2007
 Maccabi Haifa
- Ligat Ha'Al

2010/11
 Legia Warschau
- Ekstraklasa

2012/2013, 2013/2014
- Puchar Polski

2012/13